# Ivo Trumbić
Ivo Trumbić, född 2 april 1935 i Split, död 12 mars 2021 i Zagreb, var en jugoslavisk vattenpolospelare och -tränare. Som spelare tog han OS-silver 1964 och OS-guld 1968 med Jugoslaviens landslag. Nederländerna tog OS-brons 1976 med Trumbić som tränare.
Trumbić spelade sex matcher och gjorde tre mål i den olympiska vattenpoloturneringen i Tokyo där Jugoslavien tog silver. Han spelade sedan nio matcher och gjorde åtta mål i den olympiska vattenpoloturneringen i Mexico City som Jugoslavien vann.